# Османски селищни регистри

## Селищни регистри от Видинския санджак

### Дефтер от 1454 г.
Данни се черпят от регистъра на Видинския санджак от 1454/1455 г. (съответно една/две години след падането на Цариград през 1453 г.), съставено по заповед на султан Мехмед. Дефтерът е съставен от Емин Мехмед б. Михаил Кочи и писаря Юсуф б. Мустафа. В контекста на съставянето на този дефтер трябва да спомене и пленяването на Фируз бей, първият санджакбей на Видинския санджак, от унгарския владетел Янош Хуняди, опустошението из Пиротско и опожаряването на Видин.